# 陆大汉起义
陆大汉起义是清咸丰五年（1855年）春，黎平肇洞(今贵州省黎平县肇兴乡境)人陆大汉与洒洞寨人（今贵州省从江县洛香乡境）梁维干等提出“抗朝廷，反官军，开仓济贫，迎接太平军”口号，组织六洞群众所举行的武装起义。摧毁清廷在六洞地区的驻军和基层政权，建立根据地，推选陆石为王，以下首领为元帅和将军，提出平时为民，战时为兵，与清王朝相对抗。在此影响下，与六洞毗邻的四脚牛（今黎平县龙额乡、水口镇一带）亦举行起义，是年冬，两支义军联合攻克永从县城，咸丰六年(1856年)初占领中潮所、平阳屯、木桐以及九潮、路团等地，攻克平茶所(今湖南省靖州县境)，打死团首2人，与政府军转战于锦屏、水从县境。
咸丰八年（1858年）六月，太平天国军进入黎平府境后，六洞和四脚牛起义军与之联合战斗近6年。同治三年（1864年）春，太平天国天京沦陷，清军入黔围剿，起义军才退回六洞根据地。光绪元年(1875年)冬，广西姚容(今广西三江县高安村)侗族农民起义军进攻黎平府境，陆大汉领导的六洞、四脚牛起义队伍立即与之联合，攻克下江厅城、永从县城以及丙妹厅、洪州所和湖南通道播阳所等广大地区。次年正月，万余清兵前往镇压，义军与宫军在六洞地区血战3个月，终因寡不敌众而失败。陆大汉在广西大苗山受炮伤后被俘，后被处决，持续21年的陆大汉起义至此结束。